# Таскивин
Таскивин (бербер. ⵜⴰⵙⴽⵉⵡⵉⵏ, араб. تاسكيوين‎) — традиционный танец Марокко, признанный ЮНЕСКО нематериальным культурным наследием. Это боевой танец, характерный для западной части горного хребта Высокий Атлас в центральном Марокко. Название танца происходит от богато украшенного рога, который носит каждый танцор и который называется Тискт. Танец включает в себя искусство покачивать плечами в ритме тамбуринов и флейт, а также топать ногами. Считается, что эта практика способствует социальной сплоченности и гармонии, а также обеспечивает чувство идентичности и преемственности для сообществ, которые её практикуют.
Таскивин — один из многих традиционных стилей группового танца Марокко. Его также считают поджанром Ахваша.

## История и происхождение
Считается, что он возник в горах Высокого Атласа, где его исполнял народ амазигов, также известный как берберы. Танец традиционно исполнялся мужчинами, которые во время танца несли украшенный рог, называемый тискт. Тискт является важной частью танца, так как он используется для создания ритмичного бита, который сопровождает движения танцоров. Первоначально танец исполнялся как боевое искусство и использовался народом амазигов как способ подготовки к битве, а также для празднования побед в битве.

## Инструменты
В таскивине задействовано несколько музыкальных инструментов, таких как:
- Агвал: небольшая глиняная бочка или барабан в форме кубка[5];
- Тальвватт: флейта;
- Таллунт: рамочный барабан;
- Тискт: пороховой рог, в честь которого и был назван танец, с прикрепленным к нему небольшим колокольчиком[6]. Термин «tiskt» на берберском языке просто означает «рог», а его множественная форма — «taskiwin»[4][7][8].

## Текущий статус
Из-за принижения традиций со стороны современной молодёжи таскивин находится под угрозой исчезновения, его практикуют лишь в нескольких деревнях, а практикующие часто не находят себе последователей. С 1993 года было создано несколько местных ассоциаций в попытке сохранить эту традицию.